# Ellis Regina
Ellis Regina è un album della cantante brasiliana Elis Regina, pubblicato nel 1963 dalla Columbia Records.

## Il disco
Ellis Regina fu il terzo album della cantante di Porto Alegre, il primo per la casa discografica Columbia per la quale aveva esordito, nel dicembre del 1962, con un 78 giri contenente A Virgen de Macarena e 1, 2, 3, Balançou, poi inserite nell'album.
Il repertorio di questo disco è simile a quello dei dischi precedenti per la Continental: canzoni melodiche e leggere destinate ad un pubblico di adolescenti.
Tra le esecuzioni di brani stranieri presenti nel disco spiccano La Virgen de la Macareña, un classico spagnolo reso famoso, dopo la guerra civile, da alcuni film hollywoodiani degli anni cinquanta come L'amante del torero e il meno noto The Brave Bulls con Mel Ferrer, e Tango italiano, cover di una canzone italiana portata al secondo posto al Festival di Sanremo da Milva e Sergio Bruni nel 1962. Outra Vez non è la canzone di Antônio Carlos Jobim, celebre per essere uno dei primi esempi di bossa nova, ma è invece una cover di Again, vecchio classico portato al successo da Mel Tormé e da Doris Day.
Il samba ha maggior spazio in questo album rispetto ai precedenti, dimostrando che Elis Regina non era solo una gaucha adatta a cantare canzoni melodiche e boleros, ma si trovava a proprio agio anche con la musica più tipicamente carioca. Silêncio e 1, 2, 3, Balançou sono due pezzi scatenati e ritmatissimi che anticipano di qualche anno l'atmosfera degli spettacoli televisivi di cui sarà protagonista Elis Regina a partire dal 1965. Il primo addirittura è un piccolo inno alla bossa nova e alla modernizzazione del samba. Dengosa, Formiguinha Triste e Flertei sono samba leggeri e divertenti. Tristeza de Carnaval è forse il primo pezzo di sapore bossa nova registrato da Elis: la presenza della chitarra, la leggerezza dell'arrangiamento e nella voce lo rendono un primo esempio di questo genere nella discografia della cantante.
Gran parte del merito per l'avvicinamento di Elis al samba e alla musica più tradizionalmente brasiliana si deve all'arrangiatore Astor Silva che all'epoca era il direttore di punta della Columbia brasiliana e che, nello stesso periodo, aveva lanciato i primi dischi di Roberto Carlos.
Completa il disco un'intensa versione di Tonight di Leonard Bernstein da West Side Story.
Anche in questo disco, come nel precedente e nel successivo per la Columbia Records, il nome della cantante sulla copertina è Ellis Regina, scritto con due "L".

## Tracce
1. A Virgem de Macarena (La Virgen de la Macareña) - (Bernardino Bautista Monterde, Antonio Ortiz Calero, A. Bourget) - 3:00
2. Tango Italiano - (Walter Malgoni, Beretta, Bruno Pallesi, Romeo Nunes) - 3:03
3. Dengosa - (Castro Perret) - 2:40
4. Formiguinha Triste - (Joãozinho) - 2:26
5. Tristeza de Carnaval - (Bidú, Mutinho) - 2:48
6. Outra Vez (Again) - (Cochran, Newman, Oswaldo Santiago) - 3:22
7. Silêncio - (Tulio Paiva) - 2:43
8. 1, 2, 3, Balançou - (Nazareno de Brito, Alcyr Pires Vermelho) - 2:25
9. À noite (Tonight) - (Leonard Berstein, Roberto Côrte Real) - 2:53
10. Ressureição - (Marino Pinto, Pernambuco) - 3:15
11. Flertei - (Castro Perret) - 2:46
12. Adeus Amor - (Almeida Rêgo, Newton Ramalho) - 2:25

Nota - La versione su CD del 1999 contiene le stesse canzoni, ma in ordine diverso.

## Formazione
- Elis Regina - voce
- Astor Silva - arrangiamento e direzione
- Orchestra di Astor Silva